# Takon
Takon est un arrondissement du Département du Plateau au Bénin.

## Géographie
Takon est une division administrative sous la juridiction de la commune de Sakété,.

## Démographie
Selon le recensement de la population effectué par l'Institut national de la statistique du Bénin en 2013, Takon compte 17817 habitants pour une population masculine de 8509 contre 9308 femmes pour un ménage de 5724[pas clair].